# Kanton Zierenberg
Der Kanton Zierenberg  war eine Verwaltungseinheit im Distrikt Kassel des Departements der Fulda im napoleonischen Königreich Westphalen. Hauptort des Kantons und Sitz des Friedensgerichts war die Stadt Zierenberg im heutigen Landkreis Kassel. Der Kanton umfasste 14 Dörfer und Weiler und eine Stadt, hatte 4.321 Einwohner und eine Fläche von 2,03 Quadratmeilen.
Zum Kanton gehörten die Orte:
- Stadt Zierenberg, mit Friedrichsaue und Friedrichstein
- Dörnberg
- Ehrsten
- Escheberg, mit Laar, Malsburg und Hohenborn
- Fürstenwald
- Meimbressen
- Oberelsungen, mit Edinghausen (?) und Rangen
- Weimar